# Jovem Pan FM Jaraguá do Sul
Jovem Pan Jaraguá do Sul é uma emissora de rádio brasileira com sede em Jaraguá do Sul, Santa Catarina e opera em FM na frequência 101.9 MHz.

## História
A emissora começou suas transmissões no dia 27 de julho de 2011, sem vinhetas e sem locuções ao vivo. No dia 2 de dezembro do mesmo ano, a Supernova FM estreou oficialmente no dial Norte Catarinense.
A emissora tem como foco o gênero jovem/pop, tocando Pop e Rock.
Em 2018, a Supernova FM e a 105 FM se mudaram para uma nova sede em Jaraguá do Sul. A nova sede conta com uma estrutura de grande porte: são dois andares, incluíndo um terraço com vista para toda Jaraguá do Sul. O prédio, que está no centro da cidade, possuí 900 m² dedicados às rádios 105 FM e Supernova FM. E, além dos estúdios de produção e do ar das duas FMs, a estrutura conta com área dedicada à projetos com artistas (um mini-auditório), para a recepção de ouvintes e salas dedicadas aos demais departamentos.
Em 1º de Agosto de 2024, se afilia à Jovem Pan FM